# 福井ダム
福井ダム（ふくいダム）は、徳島県阿南市福井町、二級河川・福井川に建設されたダム。高さ42.5メートルの重力式コンクリートダムで、洪水調節・不特定利水を目的とする、徳島県営の治水ダムである。

## 概要
阿南市福井町を流れる二級河川の福井川中流域に位置する。1967年（昭和42年）に予備調査が開始し、1979年（昭和54年）に建設事業が着手された。1995年（平成7年）に完成。

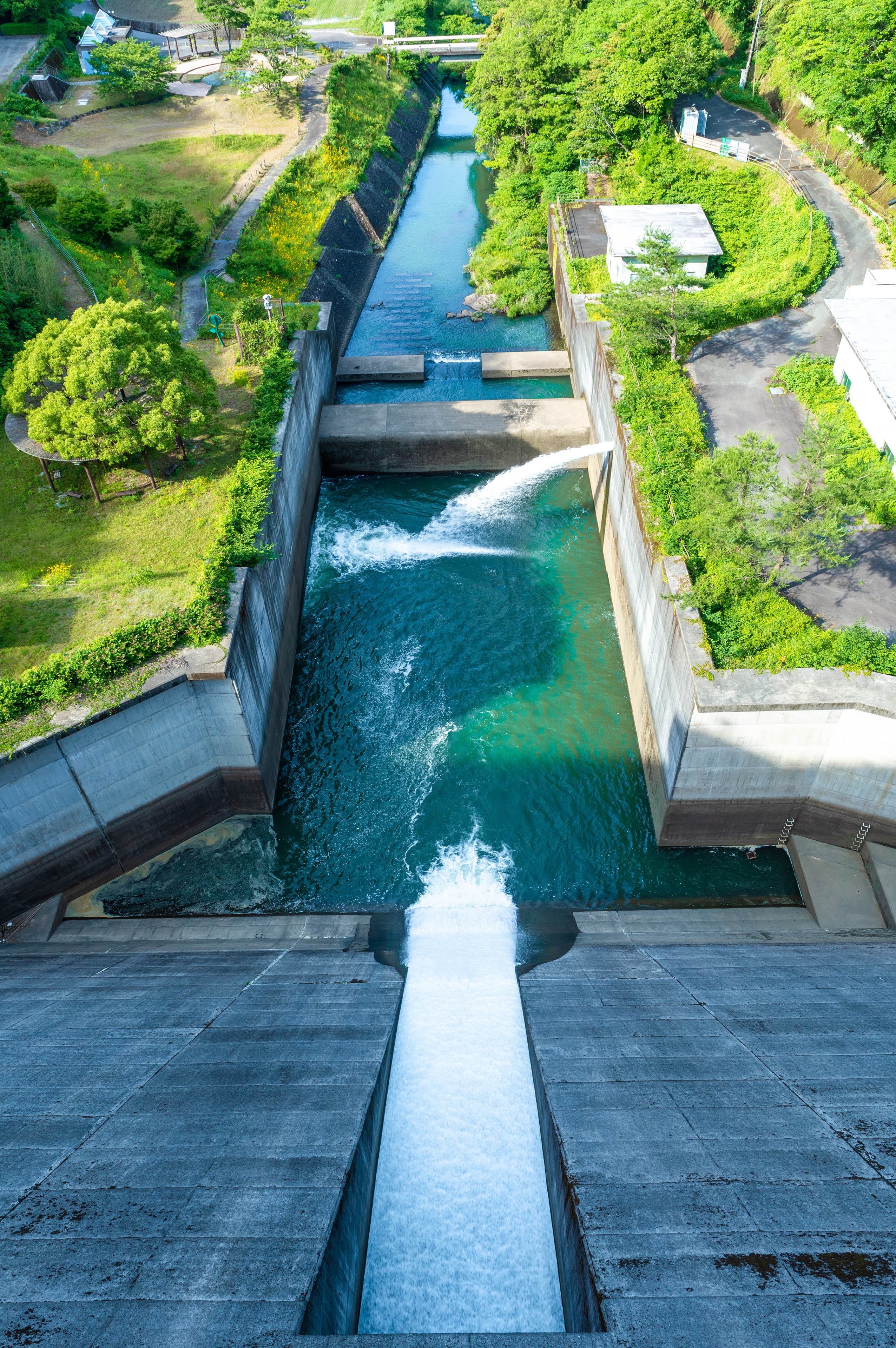
天端より下流を見下ろす
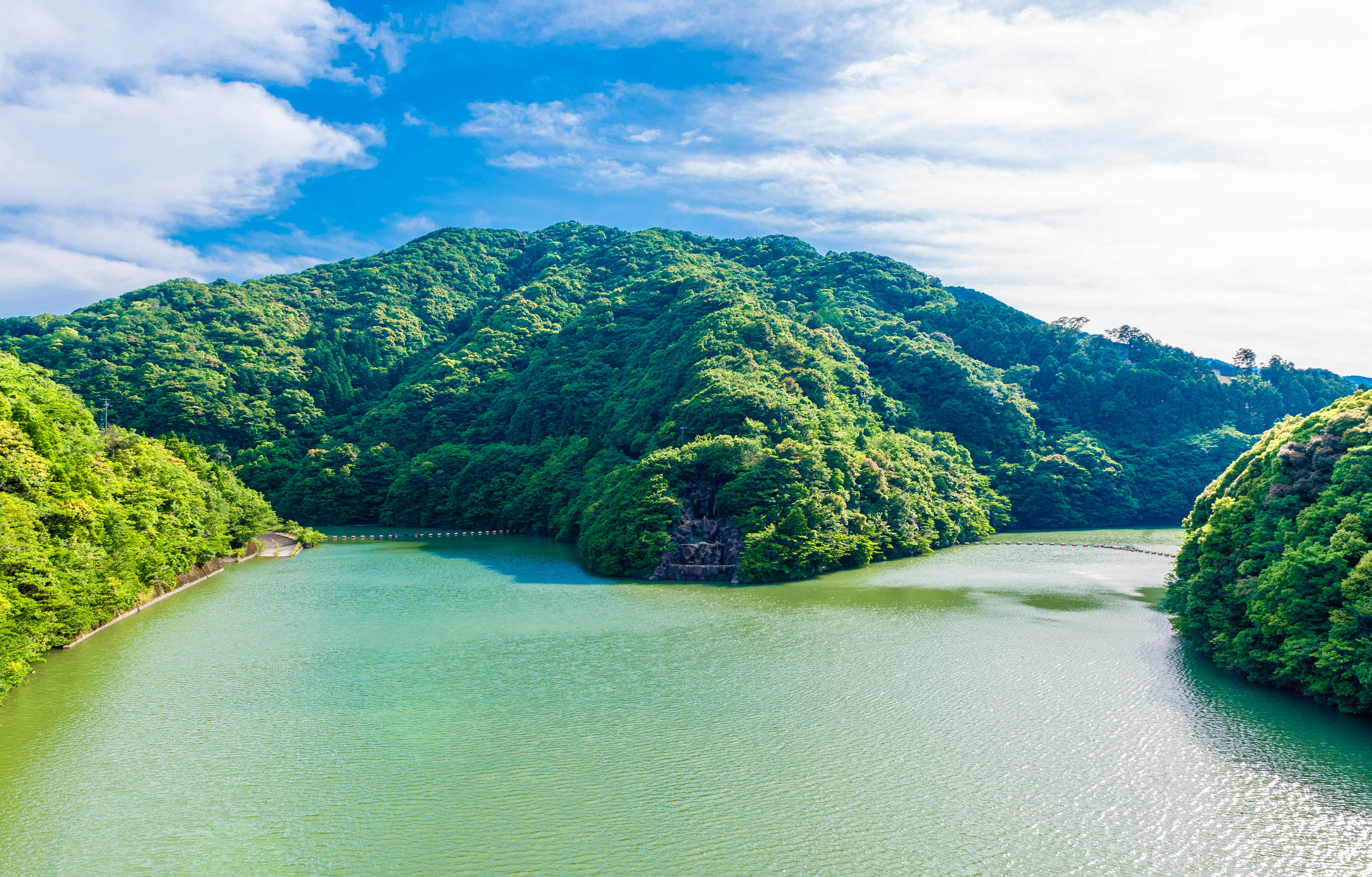
福井ダム湖
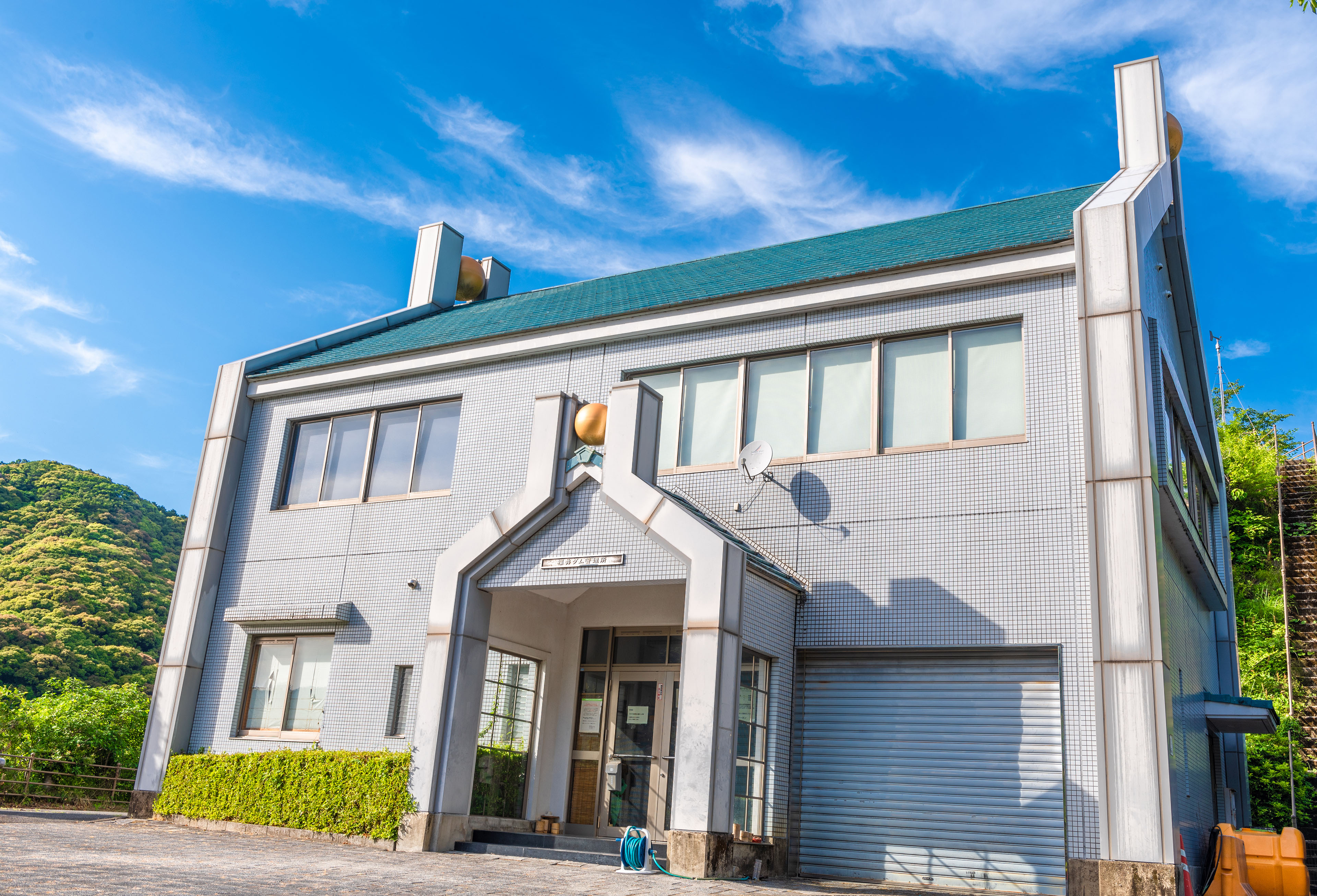
福井ダム管理所

## 沿革
- 1967年（昭和42年） - 予備調査が開始。
- 1972年（昭和47年） - 実施計画調査が開始。
- 1979年（昭和54年） - 建設事業が着手。
- 1991年（平成03年） - 本体コンクリート完成。
- 1995年（平成07年） - 管理が開始。

## 周辺

### 福井ダム資料館

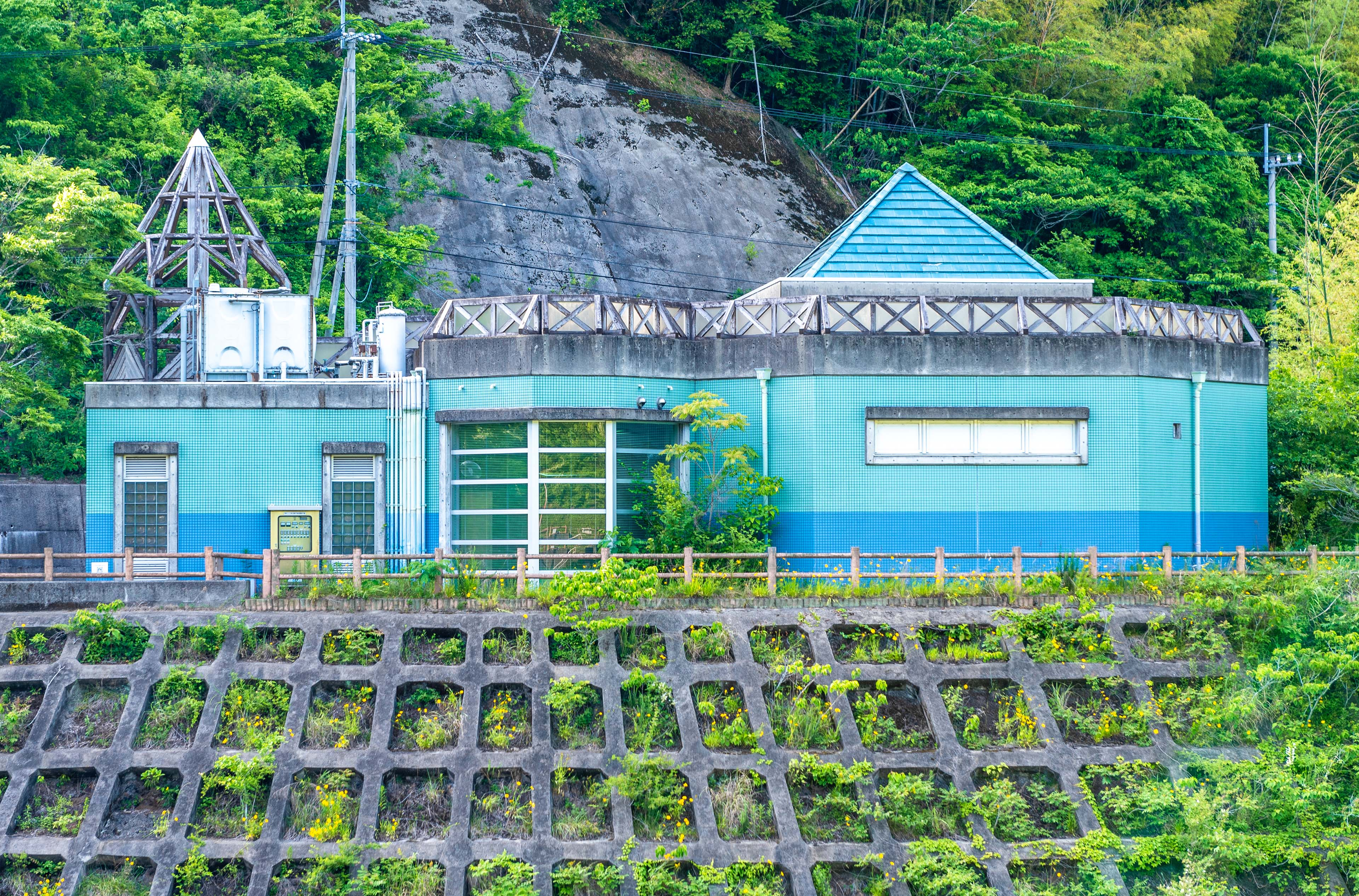
福井ダム資料館

ダムと隣接する福井ダム資料館には、阿南市福井町が日本で2番目の降水量を記録した際の集中豪雨を人工雨で体験できる。

### 明月橋

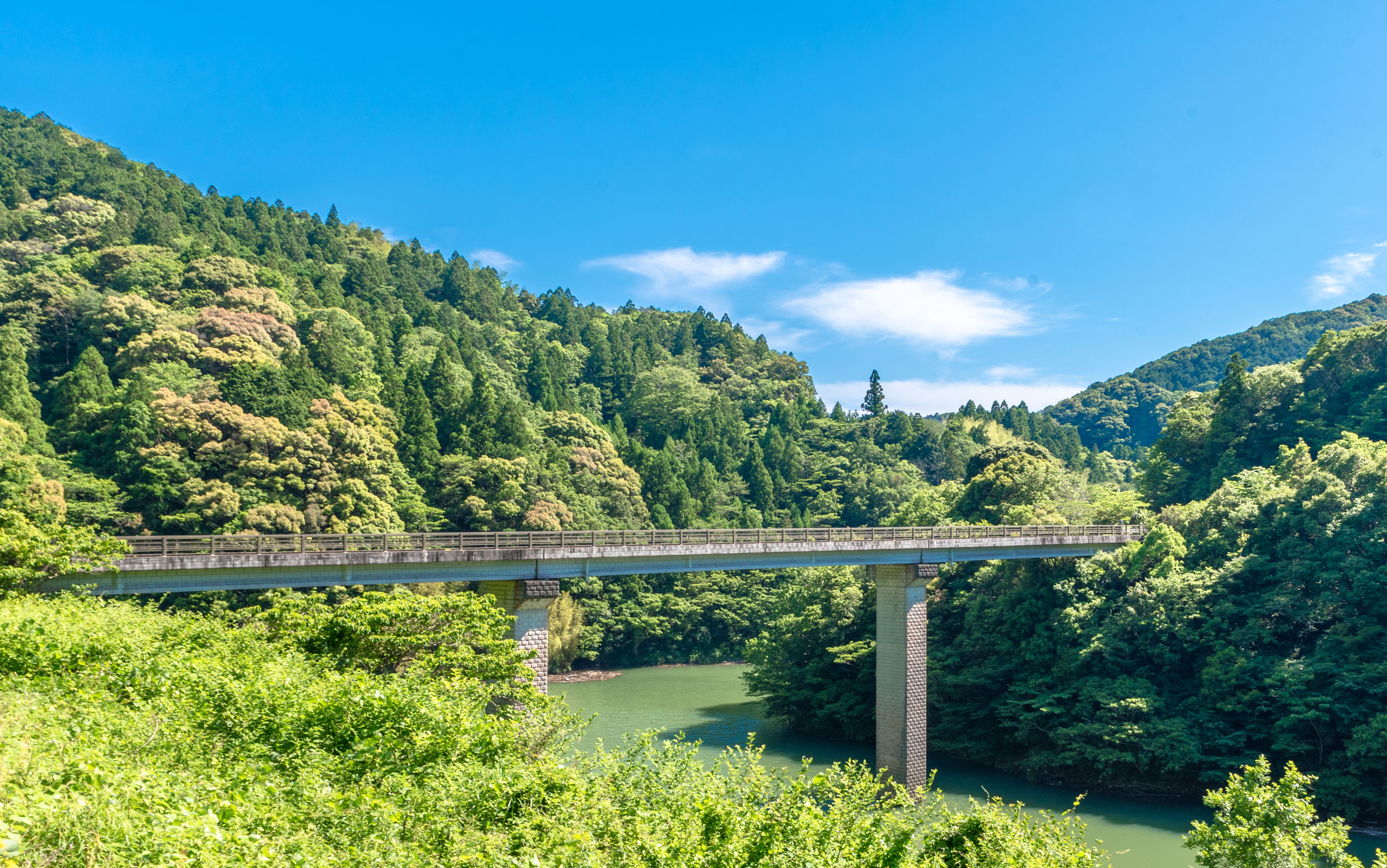
明月橋

### 福井ダム公園
ダムのすぐ下流に福井ダム公園が整備されており、170mのローラー滑り台がメインの公園である。
二級河川の福井川中流域に建設された福井ダムの下流に位置し、1995年（平成7年）に福井ダムが完成したのに伴い、福井ダム公園もオープンした。
公園の目玉は長さ170mのローラー滑り台であったが、2013年（平成25年）に全遊具が撤去され、現在は公衆トイレが残るのみとなっている。

## 交通
- JR牟岐線「阿波福井駅」より車で約3分。